# Каретный сарай Юрьева монастыря
Каретный корпус — памятник архитектуры. Расположен в Великом Новгороде, в Юрьевом монастыре, современный адрес — Юрьевское шоссе, 10, стр. 6.
Одноэтажный корпус с двускатной кровлей построен в 1820-е годы при архимандрите Фотии (согласно описи 1828 года, здание было возведено вновь).
На главном фасаде размещено десять окон и одна ниша, у них лучковая перемычка. Корпус декорирован фризом из трёхлопастных небольших арок, над которым расположена профилированная тяга. Большое помещение для карет расположено в западной части, в южной стене изначально было два широких проёма для их проезда. Восточная часть разделена на помещения с коробовым и сомкнутыми сводами с распалубками, одно из помещений сообщается с колокольней.
Реставрация здания прошла под руководством Д. М. Федорова в 1956—1957 годах.